# Doömzday
«Doömzday» (Думздей) — український гурт родом зі Львова, який грає у власному жанрі терор-метал. Також жанри описуються як треш- та грув-метал. Заснований у 2021 році молодою агресивною командою. Гурт оспівує теми патріотизму, історії, політики та війни.

## Історія
Гурт був утворений як експериментальна ідея у 2021 році, яка згодом переросла в серйозну музичну діяльність. Любов до важкої музики та водночас до Батьківщини об’єдналися в мету створити якісний вітчизняний метал.
Фронтмен Віталій «Швагер» започаткував перший склад гурту. Упродовж 2021 року склад неодноразово змінювався, поки не сформувався остаточно. Деякий час гурт працював над раннім матеріалом, і в 2021 році випустив свій перший сингл «The Liberty of Ukraine or Death». Упродовж 2021–2022 років тривала робота над мініальбомом «4.5.0». Згодом гурт розпочав активну соціальну діяльність, а також у 2023 році випустив два сингли — «Proklyati» та «Renaissance».
12 лютого 2023 року гурт дебютував на сцені фестивалю «Rock & Love». У 2024 році музиканти випустили багато нового матеріалу, розпочавши рік із пісні «Україна!». Того ж року вийшов їхній перший повноформатний альбом «Slaves Are Not Allowed to Paradise». Його презентація відбулася 11 травня під час першого сольного концерту гурту. Наприкінці 2024 року гурт випустив сингл «Misanthrope».

## Назва
Doomzday дослівно перекладається як «Судний день». Назва уособлює агресивні переконання гурту та прагнення стати апогеєм української важкої музики. Вона відображає не лише музичний стиль, а й ідеологічну складову колективу, що поєднує потужний саунд із глибокими змістовними меседжами.
Гурт прагне принести у вітчизняну метал-сцену нове звучання, що поєднує класичні мотиви жанру з сучасними експериментальними елементами. Тексти пісень порушують гострі соціальні теми, питання національної ідентичності та боротьби за свободу. Doomzday не лише створює музику, а й формує навколо себе спільноту однодумців, для яких важка музика є більше ніж жанром — це спосіб висловлення світогляду та громадянської позиції.

## Склад гурту
- Віталій «Швагер» — гітара, вокал (2021 — наші дні)
- Василь «Кардан» — барабани (2021 — наші дні)
- Антон Улицький — бас, бек-вокал (2022 — наші дні)

## Дискографія

### Студійні Альбоми
- «4.5.0» (2022)
- «Slaves are not allowed to paradise» (2024)

### Сингли
- «The liberty of Ukraine or death» (2021)
- «Proklyati» (2023)
- «Renaissance» (2023)
- «Україна!» (2024)
- «Я не звір, я просто бог (feat. тобі не зайде)» (2024)
- «Misanthrope» (2024)